# Byzantinische Zeitschrift
Il Byzantinische Zeitschrift (abbr. BZ e ByzZ) è una rivista di bizantinistica fondata nel 1892 da Karl Krumbacher.

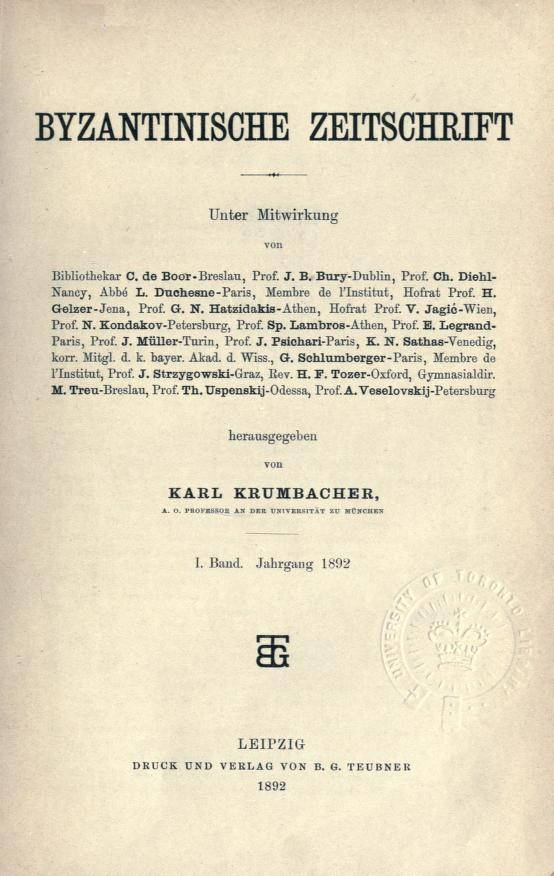

Dopo la morte di Krumbacher fu curata da Paul Marc (1909-1927) e August Heisenberg (1910-1930), seguiti da Franz Dölger (1928-1963), Hans-Georg Beck (1964-1977), Friedrich Wilhelm Deichmann (1964-1980) e Herbert Hunger (1964-1980), Armin Hohlweg (1978-1990), Peter Schreiner (1991-2004) e dal 2004 da Albrecht Berger. La pubblicazione cessò nel 1914-1919 e nel 1920-1923 a causa della Prima Guerra Mondiale e dei conseguenti problemi in Germania, e di nuovo nel 1943-1949 a causa della Seconda Guerra Mondiale. Dal 1950 al 2001 è stata pubblicata dalla Verlag C.H. Beck di Monaco, poi dalla K. G. Saur Verlag e dal 2008 dalla Walter de Gruyter. Il suo comitato di redazione si trova attualmente presso l'Institut für Byzantinistik, Neogräzistik und Byzantinische Kunstgeschichte della Università Ludwig Maximilian di Monaco.
La rivista viene pubblicata annualmente in due numeri, suddivisi in tre sezioni: saggi, recensioni e note bibliografiche, annunci e necrologi. I temi trattati spaziano dalla filologia agli studi storici e religiosi, dall'archeologia alla storia dell'arte. Inoltre, dal 1898 la rivista è stata integrata dalla serie Byzantinisches Archiv, che è stata completamente separata dalla rivista nel 1994, e dal poco frequente Supplementum bibliographicum, pubblicato autonomamente da Robert Browning.